# Walerij Malinin
Walerij Siergiejewicz Malinin, Валерий Сергеевич Малинин (ur. 18 sierpnia 1965 r. w Saratowie) – rosyjski aktor teatralny.
Absolwent Saratowskiego Konserwatorium Państwowego im. Sobinowa (1990 r.), od tego samego roku przez trzy lata aktor Saratowskiego Teatru Dramatycznego im. Słonowa. Od 2006 r. ponownie występował w tym teatrze, a w 2011 r. został aktorem w Moskiewskim Akademickim Teatrze Artystycznym.